# Acoetes congoensis
Acoetes congoensis är en ringmaskart som beskrevs av Pettibone 1989. Acoetes congoensis ingår i släktet Acoetes och familjen Acoetidae. Inga underarter finns listade i Catalogue of Life.